# Saccolabiopsis
Saccolabiopsis – rodzaj roślin z rodziny storczykowatych (Orchidaceae). Obejmuje 14 gatunków. Występują w południowo-wschodniej Azji i Australazji w takich krajach i regionach jak: Asam, Bangladesz, Archipelag Bismarcka, Borneo, wschodnie Himalaje, Fidżi, Jawa, Laos, Mjanma, Nowa Gwinea, Filipiny, Queensland, Wyspy Salomona, Celebes, Tajwan, Tajlandia, Wietnam. Są to epifity rosnące w lasach oraz suchych zaroślach na wysokościach do 1500 m n.p.m.

## Systematyka
Rodzaj sklasyfikowany do podplemienia Aeridinae w plemieniu Vandeae, podrodzina epidendronowe (Epidendroideae), rodzina storczykowate (Orchidaceae), rząd szparagowce (Asparagales) w obrębie roślin jednoliściennych.
Wykaz gatunków
- Saccolabiopsis alata J.J.Sm.
- Saccolabiopsis armitii (F.Muell.) Dockrill
- Saccolabiopsis bakhuizenii J.J.Sm.
- Saccolabiopsis gillespiei (L.O.Williams) Garay
- Saccolabiopsis microphyton (Schltr.) J.J.Sm.
- Saccolabiopsis pallida (Schltr.) J.J.Sm.
- Saccolabiopsis papuana J.J.Sm.
- Saccolabiopsis pumila Garay
- Saccolabiopsis pusilla (Lindl.) Seidenf. & Garay
- Saccolabiopsis rara (Schltr.) J.J.Sm.
- Saccolabiopsis rectifolia (Dockrill) Garay
- Saccolabiopsis selebica J.J.Sm.
- Saccolabiopsis tenella (Ames) Garay
- Saccolabiopsis viridiflora Aver.